# Массовые беспорядки в Швеции 2013 года
Массовые беспорядки в Швеции 2013 года — ожесточённые столкновения между иммигрантами и полицейскими, которые начались 19 мая в Хусбю, пригороде Стокгольма.

## История
Начались в Хусбю — пригороде Стокгольма 19 мая 2013 г., после убийства 14 мая полицией 69-летнего человека, угрожавшего им мачете. Общественное движение выступило с требованием расследовать дело, утверждая, что убийство замалчивается.

## Хронология
- 14 мая убит пожилой человек.
- 19 мая первая ночь[2] — сожжено 100 автомобилей.
- 23 мая — волнениями охвачены все районы Стокгольма[3].
- 25 мая волнения вышли за пределы Стокгольма[2], город Эребру[4], полиция отметила сожжение автомобилей в городах Швеции[5].
- 28 мая. Беспорядки в Швеции стихают.[6]

## Арестованные
Задержано 29 человек. Позже отпущены из-за недостатка места для их содержания.

## Реакция власти
Прошло экстренное собрание правительства, принято решение перебросить подмогу из других провинций Швеции.

## Реакция за рубежом
- МИД Великобритании призвал туристов проявлять осторожность[5].
- Посольство США разослало СМС гражданам Америки.